# Franz Pallauf
Franz Pallauf (1886 – 26. srpna 1931 Chomutov) byl československý politik německé národnosti a meziválečný poslanec Národního shromáždění za Německou sociálně demokratickou stranu dělnickou v ČSR.

## Biografie
Byl odborovým funkcionářem, tajemníkem Svazu horníků v Trnovanech. Podle údajů k roku 1920 byl profesí tajemníkem horníků v Ervěnicích.
Po parlamentních volbách v roce 1920 získal za Německou sociálně demokratickou stranu dělnickou v ČSR mandát v Národním shromáždění. Poslanecké křeslo získal až dodatečně v roce 1920 jako náhradník poté, co zemřel poslanec Josef Seliger. Mandát ale nepřevzal a místo něj tak do sněmovny nastoupil jako další náhradník Johann Uhl.